# John Hughes (sculpteur)
Pour les articles homonymes, voir Hughes.
John Hughes, né le 30 janvier 1865 à Dublin et mort le 6 juin 1941 à Nice, est un sculpteur irlandais.
Il étudie au National College of Art and Design (NCAD) et remporte une bourse au Royal College of Art (RCA). Il complétera ses études en France et en Italie.
Il sera professeur au NCAD et à la Royal Hibernian Academy (RHA).

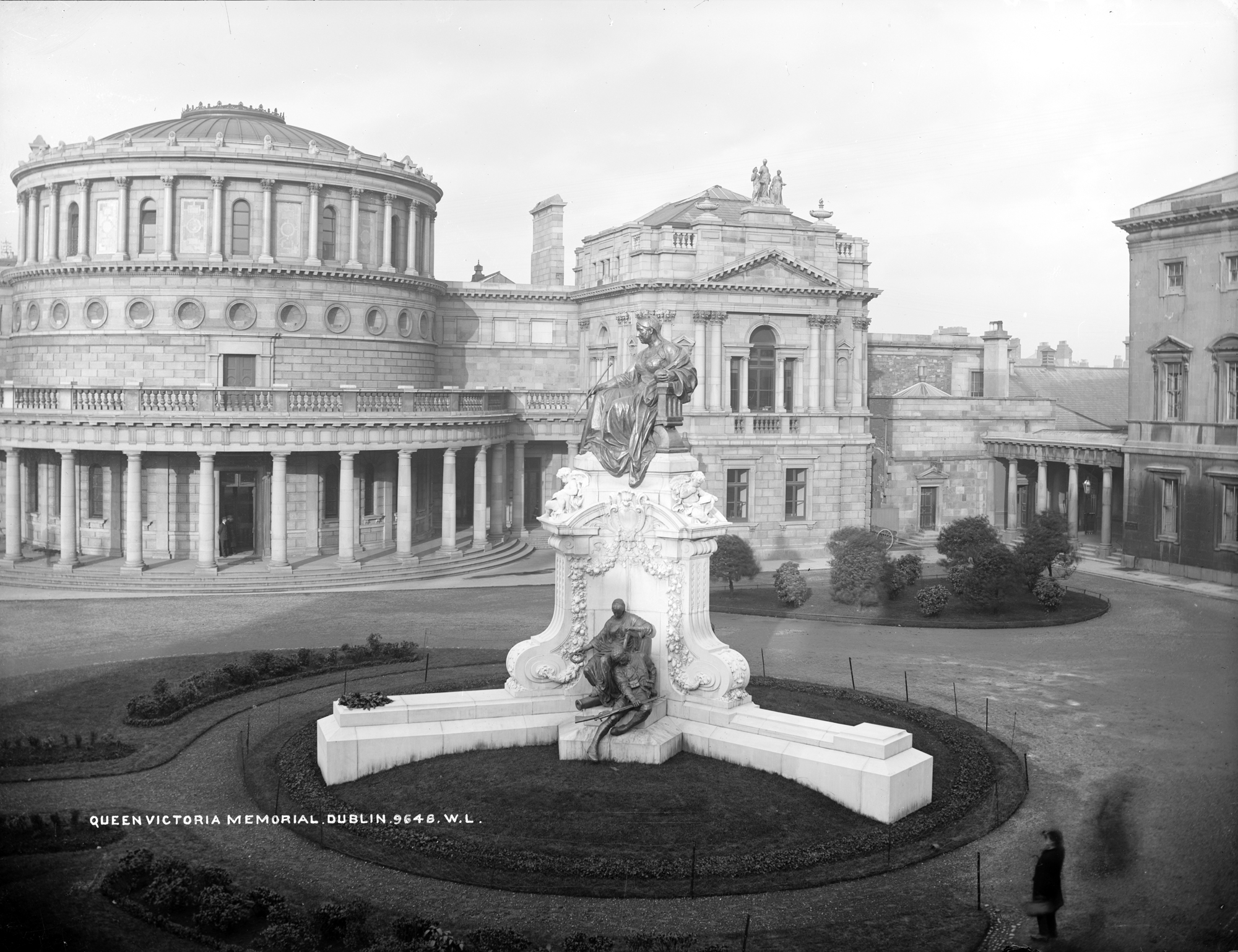
Statue de la reine Victoria devant la Bibliothèque nationale d'Irlande (vers 1908).